# 马蒂·皮特凯宁
马蒂·皮特凯宁（芬蘭語：Matti Pitkänen，1948年12月20日—），芬兰男子越野滑雪运动员。他曾代表芬兰参加1976年和1980年冬季奥林匹克运动会越野滑雪比赛，共获得一枚金牌和一枚铜牌。